# Блазень

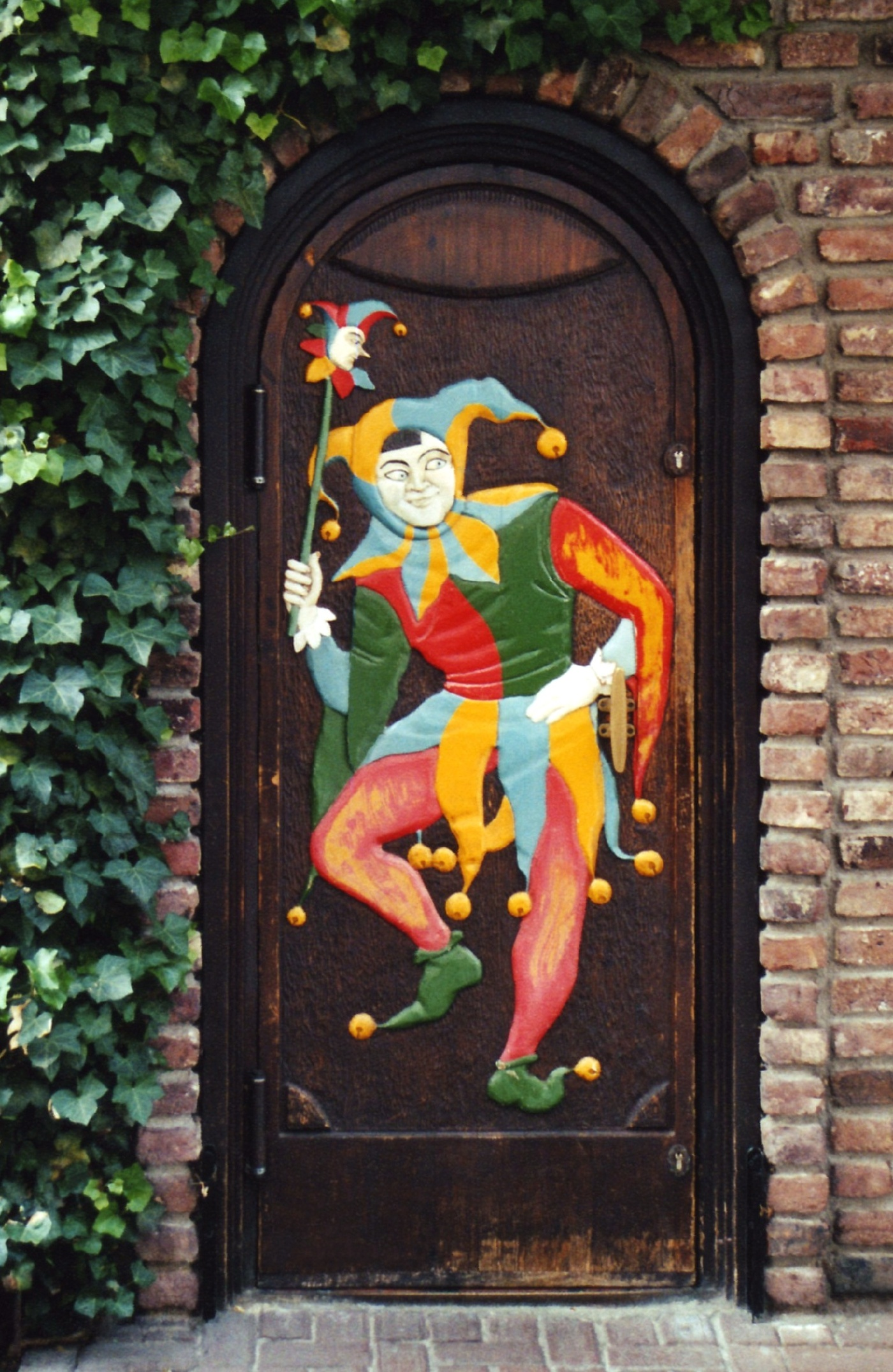
Зображення блазня на дверях у німецькому місті Брюгген

Блазень — близька до монарха або феодала особа, обов'язком якої було розважати вельмож та їхніх гостей жартами, нерідко сатирично гострими.
Блазень виступає як сценічний персонаж в давніх ярмаркових та балаганних виставах. Він часто трапляється у творах В. Шекспіра, П. Кальдерона та ін.
У переносному значенні — дурень, телепень.